# Championnat de Belgique de football de troisième division 2015-2016
Navigation
saison précédente saison suivante
Le championnat de football D3 2015-2016 est la 87e compétition belge de football du 3e niveau national.
Cette saison est la dernière de la Division 3 sous ce vocable et sous la forme qui est la sienne depuis 1952. Cela en raison de la réforme votée le 17 juin 2015 et amenant la réduction de la Division 2 à 8 clubs.
À partir de la saison suivante, le 3e niveau, qui ne comptera plus que 16 formations, devrait prendre le nom de Superligue Amateur.

## Réforme de la Division 3
Le 15 juin 2015, le projet de réforme avancé par les clubs de Division 1 et de Division 2 a été accepté par la "Commission Nationale d'Études" de l'URBSFA, les séries inférieures doivent s'adapter.
Une  incertitude a longtemps plané sur cette adaptation contrainte, mais des bribes de la future réforme  des Division 3 et Promotion paraissent petit à petit dans la presse sportive à partir de juin 2015,.

### Superligue AmateurouDivision 1 Amateur
Le 3e niveau hiérarchie sera réduit à une seule série que certains dirigeants baptisent  Superligue Amateur et d'autres Division 1 Amateur. La première option devrait prévaloir afin d'éviter la confusion avec la Division 1 (Ligue Jupiler)
Cette division comptera 16 clubs pouvant provenir de toutes les communautés (Flandre, "Fédération Wallonie-Bruxelles", Communauté germanophone).

### Composition de la Superligue Amateur
Elle serait composée à la fin de la saison 2015-2016 par:
- neuf formations de Ligue Proximus 2015-2016 n'obtenant pas la "super licence professionnelle"
- par sept promus de Division 3 2015-2016.
  - Les deux premiers classés de chaque série, soit 4 équipes,
  - et de trois qualifiés provenant d'un tour final entre les clubs classés de la 3e à la 6e place de leur série (3).

Une licence spécifique pourrait être nécessaire pour atteindre cette D1 Amateur. Mais les critères d'octroi de ce sésame ne seraient pas encore totalement définis.

## Procédure de la Division 3 2015-2016
Le championnat 2015-2016 se dispute de manière traditionnelle avec les 37 participants répartis en deux séries (1x 19 + 1x18). Au sein d'une même série les clubs se rencontrent tous en matchs aller/retour. La série de 19 équipes comptera 36 journées pour un total 36 rencontres pour chaque club. La série de 18 équipes comptera 34 journées pour autant de rencontres disputées par chaque club.
Les deux premiers de chaque série seront qualifiés pour rester au 3e niveau et prendre part à la "Superligue Amateur 2016-2017".

### Pas de tour final classique mais un spécifique, pas de barrages
Le tour final de Division 3 classique instauré en 1993 n'est pas organisé, pas plus que le système de périodes et ses trois classements distincts. Cela puisqu'aucune équipe n'est promue vers le 2e niveau;
Par contre, un « tour final spécifique » à cette saison sera organisé. Dans chaque série, les formations classées de la 3e à la 6e places se qualifient pour un tour final spécifique afin de désigner les trois clubs supplémentaires appelés à rester au 3e niveau et à prendre part à la "Superligue Amateur 2016-2017".
Ce tour final particulier se joue en deux tours suivis d'un repêchage. Les huit formations seront opposées lors de quatre matchs à élimination directe. Les quatre qualifiés disputent deux « finales » dont les deux vainqueurs gagnent le droit de rester au 3e niveau et donc en « D1 Amateur ». Les battus des deux finales s'affrontent ensuite pour désigner le 7e et dernier repêché pour la « D1 Amateur ».
Il n'y a pas de « barrages pour le maintien », le dernier de chaque série est renvoyé en « D2 Amateur » (5e niveau).

### 30 relégués
Les trente autres formations seront reléguées de 1 ou 2 niveaux !

#### 28 équipes au4eniveau
Dans chaque série, les équipes classées de la 7e à l'avant-dernière places descendront au 4e niveau, qui devrait prendre le nom de "Division 2 Amateur".

#### 2 équipes au5eniveau
Le dernier classé de chaque série sera relégué au 5e niveau, qui devrait prendre le nom de "Division 3 Amateur".

## Dossier Eendracht Alost
Les deux séries de cette saison 2015-2016 sont présentées pour la première fois le 4 juin 2015 par l'URBSFA. À ce moment, il plane encore des incertitudes quant à la participation définitive de certaines formations, mais les choses "rentrent dans l'ordre" avant le début des compétitions. 
L'Eendracht Alost, qui n'a pas reçu sa licence pour le football rémunéré, conteste ce refus et a introduit une action en justice. Le club réclame sa réintégration en Division 2.
Dans l'attente d'une décision, le "matricule 90" est versé dans la "Division 3 - Série A". Le mauvais feuilleton perdure jusqu'au terme de l'entre-saison. Obtenant gain de cause devant un Tribunal des Référés, le club est débouté lors de l'Appel auquel s'est pourvu la fédération.

## Disparition de l'AEC Mons
Déclaré en faillite, le R. AEC Mons devrait disparaître, d'autant qu'un accord a déjà été conclu avec le club de l'R. US Genly-Quevy 89 qui prendra le nom de R. Albert Quevy-Mons à partir du  1er juillet 2015 et jouera au stade Tondreau.
Comme pressenti, aucune reprise du "matricule 44" (versé en Division 3 - Série A ) ne se produit.

### Entente Sportive Acrenoise
Victorieuse du repêchage lors du Tour final de Promotion 2015, l'Entente Sportive Acrenoise monte en Division 3 car le matricule 44 (op cit) disparaît.

## Clubs participants

### Série A
| #  | Nom                                              | Mat. | Ville              | Stades                     | En D3 depuis    | Total en D3 | S. Précédente         |
| -- | ------------------------------------------------ | ---- | ------------------ | -------------------------- | --------------- | ----------- | --------------------- |
| 1  | Koninklijke Racing Club Mechelen                 | 24   | Malines            | O. Van Kesbeeck            | 2015-2016 (1er) | 25 saisons  | Division 2, 17e       |
| 2  | Koninklijke Sport Club Eendracht Aalst           | 90   | Alost              | Pierre Cornelis            | 2015-2016 (1er) | 27 saisons  | Division 2, 9e        |
| 3  | Koninklijke Racing Club Gent-Zeehaven            | 11   | Gand               | PGB                        | 2013-2014 (3e)  | 38 saisons  | 10e série A           |
| 4  | Koninklijke Sportvereniging Oudenaarde           | 81   | Audenarde          | Burg. Thienpont            | 2013-2014 (3e)  | 38 saisons  | 6e série A            |
| 5  | Koninklijke Football Club Vigor Wuitens Hamme    | 211  | Hamme              | Gemeentelijke              | 2009-2010 (7e)  | 35 saisons  | 8e série A            |
| 6  | Union Royale La Louvière Centre                  | 213  | La Louvière        | du Tivoli                  | 2008-2009 (8e)  | 16 saisons  | 11e série B           |
| 7  | Koninklijke Sportvereniging Bornem               | 342  | Bornem             | Het Breeven                | 2010-2011 (6e)  | 20 saisons  | 13e série A           |
| 8  | Koninklijke Maatschappij Torhout 1992            | 822  | Torhout            | Velodroom                  | 2009-2010 (7e)  | 16 saisons  | 15e série A           |
| 9  | Koninklijke Football Club Izegem                 | 935  | Izegem             | Stedelijke                 | 2012-2013 (4e)  | 29 saisons  | 14e série A           |
| 10 | Koninklijke Londerzeel Sportkring                | 3630 | Londerzeel         | Burg. A. Lambert           | 2013-2014 (3e)  | 5 saisons   | 11e série A           |
| 11 | Football Club Verbroedering Dender Eed. Hekel.   | 3900 | Denderleeuw        | Van Roy                    | 2012-2013 (4)   | 11 saisons  | 9e série A            |
| 12 | Koninklijke Sportvereniging Temse                | 4297 | Tamise             | Fernand Schuermans         | 2009-2010 (7e)  | 8 saisons   | 3e série A            |
| 13 | Koninklijke Oude-Leerlingen St-Augustinus Brakel | 5553 | Brakel             | OLSA                       | 2010-2011 (6e)  | 6 saisons   | 4e série A            |
| 14 | Koninklijke Voetbalclub Sint-Eloois-Winkel Sport | 4408 | Sint-Eloois-Winkel | De St-Eloois-Winkelstadion | 2014-2015 (2e)  | 2 saisons   | 7e série A            |
| 15 | Football Club Gullegem                           | 9512 | Gullegem           | FC Gullegem                | 2014-2015 (2e)  | 2 saisons   | Promotion 12e série A |
| 16 | Koninklijke Football Club Sparta Petegem         | 3821 | Petegem            | Sparta Petegemstadion      | 2015-2016 (1er) | 1 saison    | Promotion 1er série A |
| 17 | Sport Kring Sint-Niklaas                         | 9264 | Nieuwkerken-Waas   | Meesterstraat              | 2015-2016 (1er) | 11 saisons  | Promotion 2e série A  |
| 18 | Royale Entente Sportive Acrenoise                | 2774 | Deux-Acren         | des Camomilles             | 2015-2016 (1er) | 1 saison    | Promotion 3e série B  |

#### Localisations Série A
| \| Alost Audenarde BOR Gand Dender St-Niklaas HAM TEM LON Malines Torhout Izegem SEW Gullegem Deinze Brakel La Louvière Acren \| Localisation des clubs engagés en Division 3A 2015-2016 |
| Alost Audenarde BOR Gand Dender St-Niklaas HAM TEM LON Malines Torhout Izegem SEW Gullegem Deinze Brakel La Louvière Acren                                                               |

Explications abréviations:
BOR = K. SV Bornem
HAM = K. FC Vigor Wuitens Hamme
LON = K. Londerzeel SK
TEM = K. SV Temse
SEW = K. VC St-Eloois-Winkel Sport

### Série B
| #  | Nom                                                 | Mat. | Ville       | Stades                      | En D3 depuis    | Total en D3 | S. Précédente         |
| -- | --------------------------------------------------- | ---- | ----------- | --------------------------- | --------------- | ----------- | --------------------- |
| 1  | Koninklijke Voetbalclub Woluwe-Zaventem             | 3197 | Zaventem    | ???                         | 2015-2016 (1er) | 7 saisons   | Division 2, 18e       |
| 2  | Koninklijke Berchem Sport                           | 28   | Berchem     | Ludo Coeck                  | 2012-2013 (4e)  | 13 saisons  | 12e série B           |
| 3  | Royal Cappellen Football Club                       | 43   | Kapellen    | Jos Van Wellen              | 2012-2013 (4e)  | 35 saisons  | 1er série B           |
| 4  | Koninklijke Voetbal Klub Tienen                     | 132  | Tirlemont   | Julien Bergé                | 2014-2015 (2e)  | 43 saisons  | 13e série B           |
| 5  | Royal Sprimont Comblain Sport                       | 260  | Sprimont    | du Tultay                   | 2013-2014 (3e)  | 12 saisons  | 2e série B            |
| 6  | Royale Union Wallonne Ciney                         | 460  | Ciney       | Lambert                     | 2012-2013 (4e)  | 8 saisons   | 4e série B            |
| 7  | Royal Football Club Union La Calamine               | 526  | La Calamine | Prince Philippe             | 2011-2012 (5e)  | 10 saisons  | 10e série B           |
| 8  | Koninklijke Bocholter Voetbalvereniging             | 595  | Bocholt     | Damburg                     | 2001-2002 (15e) | 16 saisons  | 5e série B            |
| 9  | Koninklijke Sportclub Grimbergen                    | 1021 | Grimbergen  | Prinsenbos                  | 2010-2011 (6e)  | 6 saisons   | 15e série B           |
| 10 | Koninklijke Hoogstraten Voetbalvereniging           | 2366 | Hoogstraten | Seminarie                   | 2014-2015 (2e)  | 23 saisons  | 8e Série B            |
| 11 | Koninklijke Sporting Hasselt                        | 3245 | Hasselt     | Stedelijke                  | 2013-2014 (3e)  | 13 saisons  | 7e série B            |
| 12 | Royal Wallonia Walhain Chaumont-Gistoux             | 3262 | Walhain     | Stade des Boscailles        | 2014-2015 (2e)  | 11 saisons  | 6e série B            |
| 13 | Koninklijke Diegem Sport                            | 3887 | Diegem      | Gemeentelijke               | 2003-2004 (13e) | 18 saisons  | 14e série B           |
| 14 | Koninklijke Football Club Oosterzonen               | 3970 | Oosterwijk  | Stedelijke                  | 2013-2014 (3e)  | 3 saisons   | 9e série B            |
| 15 | Koninklijke Rupel Boom Football Club                | 2138 | Boom        | Gemeentelijk Park           | 2011-2012 (5e)  | 14 saisons  | 5e série A            |
| 16 | Royal Football Club de Liège                        | 4    | Rocourt     | « nouvelles installations » | 2015-2016 (1er) | 12 saisons  | Promotion 1er Série D |
| 17 | Koninklijke Football Club Olympia Beerschot-Wilrijk | 155  | Anvers      | Kiel                        | 2015-2016 (1er) | 12 saisons  | Promotion 1er Série C |
| 18 | Royal Racing Club Hamoir                            | 3114 | Hamoir      | Emile Thines                | 2015-2016 (1er) | 3 saisons   | Promotion 4e série D  |
| 19 | Tempo Overijse Maleizen Tombeek                     | 8715 | Overijse    | Complex Hagaard             | 2015-2016 (1er) | 1 saison    | Promotion 1er Série B |

#### Localisations Série B
| \| Beerschot Hoogstraten Cappellen Berchem Oosterwijk Bocholt Boom Hasselt Grimbergen Diegem Tirlemont Walhain Zaventem Overijse Ciney Hamoir Sprimont Liège La Calamine \| Localisation des clubs engagés en Division 3B 2015-2016 |
| Beerschot Hoogstraten Cappellen Berchem Oosterwijk Bocholt Boom Hasselt Grimbergen Diegem Tirlemont Walhain Zaventem Overijse Ciney Hamoir Sprimont Liège La Calamine                                                               |

## Classements 2015-2016

### Légende
|                 | Clubs qualifiés pour rester au 3e niveau (D1 Amateur)                         |
|                 | Clubs qualifiés pour un tour final offrant 3 places au 3e niveau (D1 Amateur) |
|                 | clubs relégués au 4e niveau (Division 2 Amateur)                              |
|                 | clubs relégués au 5e niveau (Division 3 Amateur)                              |
| en diminution   | Relégué de D2 depuis la saison 2014-2015                                      |
| en augmentation | Promu de Promotion (D4) depuis la saison 2014-2015                            |

### Division 3A

#### Classement final
- Champion d'automne: FC Verbroedering Dender EH
- Dernière mise à jour: le 02/05/2016 à 00h10.

| Rang | Équipe                       | Pts | J  | G  | N  | P  | Bp | Bc | Diff |
| ---- | ---------------------------- | --- | -- | -- | -- | -- | -- | -- | ---- |
| 1    | K. FC Vigor Wuitens Hamme    | 68  | 34 | 21 | 5  | 8  | 66 | 31 | +35  |
| 2    | K. VC St-Eloois-Winkel Sport | 63  | 34 | 17 | 12 | 5  | 61 | 43 | +18  |
| 3    | K. SV Oudenaarde             | 62  | 34 | 17 | 9  | 8  | 70 | 45 | +25  |
| 4    | K. Londerzeel SK             | 59  | 34 | 17 | 8  | 9  | 58 | 37 | +21  |
| 5    | FC Verbr. Dender EH          | 59  | 34 | 16 | 12 | 6  | 69 | 43 | +26  |
| 6    | K. FC Sparta Petegem         | 56  | 34 | 16 | 8  | 10 | 66 | 54 | +12  |
| 7    | K. SC Eendracht Aalst        | 54  | 34 | 15 | 9  | 10 | 66 | 55 | +11  |
| 8    | K. SV Temse                  | 53  | 34 | 15 | 8  | 11 | 60 | 48 | +12  |
| 9    | UR La Louvière Centre        | 50  | 34 | 14 | 8  | 12 | 54 | 44 | +10  |
| 10   | K. OLSA Brakel               | 46  | 34 | 11 | 13 | 10 | 56 | 46 | +10  |
| 11   | FC Gullegem                  | 45  | 34 | 10 | 15 | 9  | 50 | 45 | +5   |
| 13   | K. RC Gent-Zeehaven          | 43  | 34 | 11 | 10 | 13 | 50 | 56 | -6   |
| 12   | SK St-Niklaas                | 42  | 34 | 11 | 9  | 14 | 51 | 57 | -6   |
| 14   | K. SV Bornem                 | 38  | 34 | 9  | 11 | 14 | 54 | 56 | -2   |
| 15   | Torhout KM 1992              | 28  | 34 | 8  | 4  | 22 | 29 | 72 | -43  |
| 16   | K. FC Izegem                 | 28  | 34 | 7  | 7  | 20 | 51 | 73 | -22  |
| 17   | R. Ent. Sp. Acrenoise        | 23  | 34 | 5  | 8  | 21 | 34 | 91 | -57  |
| 18   | K. RC Mechelen               | 22  | 34 | 5  | 7  | 22 | 33 | 82 | -49  |

St-Eloois-Winkel Sport, le Sparta Petegem et Temse n'ayant pas demandé ou obtenu la licence nécessaire, ils glissent en "D2 Amateur". Par ce fait, l'Eendracht Alost (7e) et l'UR La Louvière Centre (9e) sont repêchées pour prendre part au tour final offrent trois places en "D1 Amateur".

#### Tableau des rencontres de la Série A
| Résultats (▼dom., ►ext.)                                   | AAL | ACR | BOR  | BRA | DEN | RCG | GUL | HAM | IZE | LON | LOU | RCM | OUD | PET | SEW | STN | TEM | TOR |
| K. SC Eendracht Aalst                                      |     | 2-0 | 0-5F | 3-1 | 2-2 | 2-1 | 1-1 | 1-3 | 1-0 | 3-1 | 2-0 | 2-1 | 1-1 | 1-3 | 1-1 | 1-2 | 3-3 | 3-1 |
| R. Ent. Sp. Acrenoise                                      | 1-5 |     | 1-1  | 3-2 | 1-6 | 0-3 | 1-1 | 0-3 | 1-1 | 1-0 | 1-4 | 3-3 | 1-1 | 6-3 | 0-0 | 3-1 | 0-1 | 0-1 |
| K. SV Bornem                                               | 4-4 | 1-1 |      | 1-1 | 5-1 | 2-0 | 1-3 | 1-4 | 2-1 | 2-2 | 1-3 | 1-0 | 2-2 | 2-2 | 3-4 | 2-0 | 2-1 | 2-0 |
| K. OLSA Brakel                                             | 3-0 | 4-0 | 1-0  |     | 1-1 | 0-0 | 3-1 | 1-1 | 4-1 | 2-4 | 0-1 | 4-0 | 1-0 | 0-1 | 3-3 | 4-1 | 0-0 | 4-0 |
| FC Verbroed. Dender EH                                     | 4-4 | 3-0 | 2-0  | 3-1 |     | 4-1 | 2-2 | 0-3 | 3-3 | 2-0 | 0-0 | 8-0 | 2-1 | 3-0 | 2-2 | 1-0 | 2-0 | 2-0 |
| K. RC Gent-Zeehaven                                        | 0-3 | 2-0 | 1-0  | 2-2 | 2-2 |     | 2-0 | 1-4 | 4-1 | 0-0 | 2-2 | 3-1 | 2-2 | 2-1 | 1-1 | 0-0 | 2-3 | 6-0 |
| FC Gullegem                                                | 2-1 | 4-0 | 2-2  | 1-1 | 2-2 | 2-2 |     | 0-3 | 0-0 | 0-2 | 0-3 | 3-0 | 0-2 | 1-0 | 0-1 | 0-0 | 3-0 | 1-1 |
| K. FC Vigor W. Hamme                                       | 0-4 | 0-1 | 1-0  | 3-0 | 0-3 | 4-0 | 0-0 |     | 3-0 | 2-2 | 3-2 | 3-0 | 3-1 | 0-1 | 3-0 | 2-0 | 0-0 | 1-0 |
| K. FC Izegem                                               | 1-3 | 3-1 | 1-2  | 2-3 | 2-0 | 4-1 | 0-1 | 1-2 |     | 1-2 | 2-0 | 1-1 | 0-3 | 1-5 | 3-2 | 1-3 | 1-1 | 0-3 |
| K. Londerzeel SK                                           | 4-1 | 2-0 | 1-1  | 2-0 | 1-0 | 2-0 | 3-0 | 1-0 | 4-2 |     | 3-1 | 5-2 | 1-2 | 2-3 | 1-2 | 0-0 | 2-1 | 4-0 |
| UR La Louvière Centre                                      | 1-1 | 2-0 | 1-1  | 4-0 | 3-2 | 3-0 | 0-0 | 1-0 | 3-0 | 2-2 |     | 0-2 | 2-4 | 1-1 | 3-4 | 1-1 | 1-2 | 3-0 |
| K. RC Mechelen                                             | 2-1 | 2-2 | 1-1  | 1-1 | 0-1 | 0-2 | 0-4 | 1-2 | 0-3 | 1-2 | 0-1 |     | 0-4 | 3-5 | 2-2 | 2-1 | 1-2 | 2-0 |
| K. SV Oudenaarde                                           | 1-3 | 6-1 | 2-1  | 0-3 | 3-1 | 5-1 | 1-1 | 3-2 | 4-4 | 1-2 | 1-0 | 3-0 |     | 1-1 | 1-0 | 1-0 | 3-3 | 5-1 |
| K. FC Sparta Petegem                                       | 2-0 | 2-1 | 4-1  | 1-0 | 0-1 | 2-2 | 3-2 | 2-3 | 1-1 | 2-0 | 4-1 | 2-3 | 1-2 |     | 1-1 | 4-3 | 1-3 | 1-1 |
| K. VC St-Eloois-Winkel Sp.                                 | 0-2 | 2-1 | 1-0  | 1-1 | 0-0 | 1-0 | 2-2 | 2-1 | 4-1 | 0-0 | 2-1 | 1-1 | 1-0 | 1-1 |     | 3-1 | 2-0 | 4-2 |
| SK St-Niklaas                                              | 0-2 | 2-2 | 3-2  | 3-3 | 2-2 | 3-0 | 3-4 | 2-2 | 4-3 | 1-0 | 0-3 | 4-0 | 0-0 | 3-1 | 2-3 |     | 1-0 | 3-1 |
| K. SV Temse                                                | 3-2 | 8-1 | 3-2  | 1-1 | 1-2 | 0-3 | 2-2 | 0-3 | 2-1 | 0-0 | 3-0 | 3-0 | 4-1 | 1-3 | 3-2 | 3-0 |     | 3-0 |
| KM Torhout 92                                              | 1-1 | 5-3 | 2-1  | 1-1 | 1-0 | 0-2 | 1-5 | 0-2 | 0-5 | 2-1 | 0-1 | 2-1 | 0-3 | 1-2 | 0-1 | 1-2 | 1-0 |     |
| - Victoire à domicile - Match nul - Victoire à l'extérieur |     |     |      |     |     |     |     |     |     |     |     |     |     |     |     |     |     |     |

- La rencontre "K. FC Izegem-FC Gullegem" du mercredi 26 août 2015 a été interrompue en raison de trop fortes chutes de pluie.
- La rencontre "UR La Louvière Centre-K. SV Bornem" du samedi 27 septembre 2015 a été reportée "par ordre de police". La sécurité ne pouvait être assurée dans les meilleures conditions.
- La rencontre "K. Eendracht Aalst-K. SV Bornem" du samedi 6 février 2016 a été interrompue après 82 minutes alors que le score était de (2-4). C'est le comportement violent des supporters alostois qui est la cause de l'arrêt définitif du match. Plus tôt dans la soirée, la partie avait déjà été stoppé durant un quart d'heure pour les mêmes raisons. Le Comité Sportif inflige une défaite par forfait (0-5) à Alost.

- La rencontre "K. VC St-Eloois-Winkel - K. RC Gent-Zeehaven" du samedi 5 mars 2016 (27e journée)a été remise en raison des conditions climatiques (fortes pluies). Ce match est reprogrammé le 28/03/2016.

- Sur décision du Comité de discipline, après une réclamation du K. VC St-Eloois-Winkel sport, la R. ES Acrenoise perd deux rencontres sur le score de forfait 5-0 ou 0-5. Il s'agit du déplacement à Torhout (défaite initiale 5-3) et de la réception de St-E-Winkel (partage initial 0-0). La tableau ci-dessus ne doit pas être adapté (résultats sur le terrain) mais le classement final l'a été.

### Division 3B

#### Classement final
- Champion d'automne: K. FC Olympia Beerschot-Wilrijk
- Dernière mise à jour: 02/05/2016 à 01h40

| Rang | Équipe                          | Pts | J  | G  | N  | P  | Bp | Bc | Diff |
| ---- | ------------------------------- | --- | -- | -- | -- | -- | -- | -- | ---- |
| 1    | K. FC Olympia Beerschot-Wilrijk | 71  | 36 | 21 | 8  | 7  | 64 | 39 | +25  |
| 2    | K. FC Oosterzonen               | 68  | 35 | 18 | 14 | 3  | 66 | 37 | +29  |
| 3    | K. Bocholter VV                 | 64  | 36 | 19 | 7  | 10 | 52 | 41 | +11  |
| 4    | K. Sporting Hasselt             | 60  | 36 | 18 | 6  | 12 | 64 | 41 | +23  |
| 5    | R. UW Ciney                     | 57  | 36 | 17 | 6  | 13 | 57 | 42 | +15  |
| 6    | R. Sprimont Comblain Sport      | 56  | 36 | 16 | 8  | 12 | 56 | 43 | +13  |
| 7    | R. FC de Liège                  | 53  | 36 | 15 | 8  | 13 | 58 | 56 | +2   |
| 8    | R. RC Hamoir                    | 52  | 36 | 15 | 7  | 14 | 70 | 74 | -4   |
| 9    | R. Rupel Boom FC                | 51  | 36 | 15 | 6  | 15 | 65 | 55 | +10  |
| 10   | K. Berchem Sport                | 50  | 36 | 14 | 8  | 14 | 51 | 55 | -4   |
| 11   | R. Cappellen FC                 | 49  | 36 | 14 | 7  | 15 | 51 | 56 | -5   |
| 12   | K. Hoogstraten VV               | 48  | 36 | 13 | 9  | 14 | 60 | 60 | 0    |
| 13   | R. Wallonia Walhain CG          | 47  | 36 | 12 | 11 | 13 | 48 | 57 | -9   |
| 14   | Tempo Overijse MT               | 45  | 36 | 12 | 9  | 15 | 47 | 56 | -9   |
| 15   | R. FC Union La Calamine         | 40  | 36 | 12 | 4  | 20 | 44 | 59 | -15  |
| 16   | K. VK Tienen                    | 40  | 36 | 10 | 10 | 16 | 52 | 56 | -4   |
| 17   | K. SC Grimbergen                | 34  | 36 | 9  | 7  | 20 | 38 | 55 | -17  |
| 18   | KV Woluwe-Zaventem              | 33  | 36 | 9  | 6  | 20 | 34 | 61 | -27  |
| 19   | K. Diegem Sport                 | 31  | 36 | 8  | 7  | 21 | 33 | 68 | -35  |

La R. UW Ciney s'est classée en ordre utile pour participer au tour final, mais s'est vu refuser la licence nécessaire, même après un recours devant la CBAS . Le club condrusien est remplacé numériquement par le R. FC de Liège (7e).

#### Tableau des rencontres de la Série B
| Résultats (▼dom., ►ext.)                                   | BEE | BER | BOC | BOO | CAP | CIN | DIE | GRI | HAM | HAS | HOO | CAL | LIE | OOS | OVE | SPR | TIE | WAL | W-Z |
| K. FC Ol. Beerschot-Wilrijk                                |     | 2-2 | 1-0 | 2-1 | 3-1 | 1-0 | 3-0 | 1-1 | 6-0 | 0-1 | 2-0 | 2-0 | 1-0 | 1-1 | 4-2 | 3-2 | 3-2 | 1-1 | 1-0 |
| K. Berchem Sport                                           | 2-0 |     | 3-0 | 0-3 | 3-2 | 3-1 | 4-1 | 1-0 | 0-1 | 1-0 | 2-2 | 1-1 | 1-1 | 1-1 | 1-2 | 0-0 | 0-5 | 1-4 | 1-1 |
| K. Bocholter VV                                            | 2-0 | 3-2 |     | 2-0 | 2-1 | 2-1 | 3-1 | 2-0 | 3-1 | 0-3 | 2-2 | 4-0 | 1-1 | 0-1 | 3-2 | 1-0 | 3-0 | 0-1 | 1-1 |
| K. Rupel Boom FC                                           | 1-2 | 2-0 | 1-3 |     | 1-1 | 3-1 | 4-1 | 1-1 | 1-2 | 1-4 | 2-4 | 1-3 | 2-2 | 2-0 | 5-0 | 0-1 | 3-0 | 3-4 | 4-0 |
| R. Cappellen FC                                            | 0-2 | 3-2 | 5-0 | 1-1 |     | 1-2 | 1-1 | 0-2 | 2-1 | 0-1 | 0-3 | 2-0 | 2-0 | 3-3 | 3-0 | 1-0 | 1-1 | 3-1 | 2-0 |
| R. UW Ciney                                                | 1-2 | 0-2 | 0-0 | 1-0 | 4-0 |     | 1-0 | 0-0 | 6-2 | 2-1 | 2-1 | 2-0 | 0-1 | 1-0 | 1-2 | 0-0 | 3-3 | 3-0 | 3-0 |
| K. Diegem Sport                                            | 1-2 | 2-0 | 0-2 | 1-1 | 0-3 | 2-3 |     | 1-0 | 2-2 | 1-3 | 1-2 | 2-0 | 1-0 | 1-2 | 1-2 | 0-3 | 1-0 | 2-1 | 2-0 |
| K. SC Grimbergen                                           | 2-2 | 1-3 | 1-0 | 3-4 | 0-1 | 0-2 | 1-1 |     | 3-0 | 1-2 | 1-2 | 0-1 | 0-3 | 1-2 | 2-0 | 3-1 | 1-0 | 0-2 | 2-3 |
| R. RC Hamoir                                               | 3-3 | 3-1 | 2-1 | 3-0 | 5-0 | 0-3 | 1-2 | 5-1 |     | 2-0 | 1-4 | 4-1 | 4-2 | 3-2 | 2-0 | 2-2 | 2-4 | 1-1 | 1-0 |
| K. SK Hasselt                                              | 0-2 | 0-1 | 1-1 | 0-1 | 2-0 | 2-4 | 4-0 | 2-1 | 3-2 |     | 3-0 | 1-1 | 5-0 | 2-2 | 0-0 | 0-1 | 3-2 | 2-0 | 6-2 |
| K. Hoogstraten VV                                          | 1-0 | 0-1 | 1-2 | 0-3 | 2-0 | 1-1 | 2-0 | 0-2 | 3-3 | 1-3 |     | 5-0 | 0-0 | 3-3 | 1-7 | 1-1 | 0-1 | 2-0 | 3-1 |
| R. FC Union La Calamine                                    | 2-2 | 3-0 | 3-1 | 1-3 | 1-2 | 0-1 | 2-0 | 4-2 | 2-6 | 2-0 | 2-1 |     | 2-0 | 2-3 | 0-1 | 0-1 | 1-2 | 1-1 | 2-0 |
| R. FC de Liège                                             | 1-0 | 2-0 | 1-2 | 1-1 | 4-1 | 3-0 | 5-1 | 3-0 | 3-2 | 3-1 | 4-3 | 0-4 |     | 1-2 | 2-3 | 0-4 | 3-2 | 2-3 | 2-0 |
| K. FC Oosterzonen                                          | 2-1 | 2-0 | 0-0 | 4-0 | 1-1 | 2-1 | 1-1 | 2-0 | 3-0 | 3-2 | 4-0 | 1-0 | 1-1 |     | 3-0 | 3-1 | 3-2 | 2-0 | 1-1 |
| Tempo Overijse MT                                          | 2-3 | 3-3 | 0-1 | 0-2 | 3-1 | 2-1 | 3-0 | 0-0 | 0-0 | 0-2 | 0-2 | 1-2 | 1-1 | 1-1 |     | 2-0 | 0-1 | 0-0 | 1-0 |
| R. Sprimont Comblain Sp.                                   | 2-1 | 1-4 | 0-0 | 2-0 | 2-2 | 0-4 | 1-0 | 2-1 | 6-1 | 0-1 | 3-2 | 3-1 | 2-3 | 0-0 | 5-2 |     | 2-1 | 6-0 | 0-2 |
| K. VK Tienen                                               | 2-2 | 3-0 | 1-2 | 3-4 | 2-0 | 2-0 | 1-1 | 0-0 | 1-1 | 1-1 | 2-2 | 1-0 | 1-2 | 1-1 | 2-2 | 1-0 |     | 1-3 | 0-1 |
| R. Wallonia Walhain CG                                     | 1-2 | 0-2 | 1-3 | 0-3 | 0-2 | 4-2 | 3-1 | 2-4 | 2-0 | 0-0 | 1-1 | 2-0 | 1-1 | 2-2 | 1-1 | 0-0 | 2-1 |     | 1-1 |
| KV Woluwe-Zaventem                                         | 0-1 | 0-3 | 3-0 | 2-1 | 1-3 | 0-0 | 1-1 | 0-1 | 1-2 | 3-2 | 0-3 | 1-0 | 2-0 | 2-4 | 0-2 | 1-2 | 3-0 | 1-3 |     |
| - Victoire à domicile - Match nul - Victoire à l'extérieur |     |     |     |     |     |     |     |     |     |     |     |     |     |     |     |     |     |     |     |

- La rencontre "R. RC Hamoir-K. FC Olympia Beerschot-Wilrijk" du 22 novembre 2015 a été remise, par raison de sécurité, en raisons du manque de forces de l'ordre, réquisitionnées par l'augmentation du degré de menace terroriste. Ce match est reprogrammé le 28/03/2016.

- Cinq rencontres de la 22e journée (16 et 17 janvier 2016) ont été remises en raison d'importantes chutes de neige. Ces matchs sont reprogrammés le 28/03/2016.

- À la lecture des classements officialisés par la fédération, il semble que la rencontre remportée « 4-0 » par Hasselt contre Diegem ait été modifiée en un forfait « 5-0 » à la faveur du club limbourgeois. Le classement ci-dessus est adapté, mais le tableau des résultats conservent les scores obtenus sur le terrain.

## Déroulement de la saison

### Série A
Au terme des dix premières journées, Dender occupe la tête avec 22 points et une différence de buts de « +19 », juste devant St-Eloois-Winkel (22, +7). C'est le SV Oudenaarde (19) qui complète le podium. Après un bon départ, La Louvière Centre qui occupa un moment la tête, est rentrée dans le rang avec trois défaites de suite et un match remis. En fin de classement, le Racing de Malines et Torhout sont en grandes difficultés avec respectivement 4 et 5 unités.
Lors de la 12e journée, Oudenaarde remporte le sommet (1-0) conte St-Eloois-Winkel et passe en tête grâce à une meilleure différence de buts. La Louvière, où Dante Brogno devient « T1 », se replace avec un succès contre Dender alors 3e classé. À l'autre bout du classement le RC Malines retrouve la dernière place à la suite d'une défaite à Torhout (2-1).

#### Dender, champion d'Automne
Dender gagne le sommet de la journée 14 en écartant Oudenaarde (2-1) pour reprendre la tête, d'autant que St-Eloois-Winkel s'est incliné (3-2) à Izegem alors 16e classé.
Malgré un partage (2-2, au RC Gand), le FC Verbroedering Dender EH (34) garde le cap et s'octroie le titre honorifique de "Champion d'Automne", devant La Louvière (33) et Petegem (32) . St-Eloois-Winkel (31), Temse (31) et Oudenaarde (30) sont en embuscade au pied du podium. Les six premiers sont groupés sur 4 points. Le RC Mechelen (6) ferme la marche deux unités derrière Torhout.
Le mois de janvier 2016 ne change guère la situation. Les équipes du "top 6" perdent des points à tour de rôle et la situation reste indécise. Dender (44) et La Louvière (43) occupent encore les deux premières places, devant Oudenaarde (42) puis Temse et l'Eendracht Alost (41). Le Vigor Hamme (39) effectue une belle remontée et rejoint Petegem (39).

#### Regroupement en février
Le mois de février 2016 se termine avec un regroupement de 8 formations sur 6 points. Le Vigor Hamme signe une sixième victoire d'affiliée pour s'installer en tête avec 48 points et 2 victoires de mieux que Dender. À la suite d'une défaite (1-2) contre Temse, La Louvière (46-14v) quitte les deux place qualificatives directes et se retrouve ex-aequo avec Londerzeel également auteur d'une belle remontée. Temse et Oudenaarde (45) devancent Alors (44) et Petegem (42) pour lutte au « tour final ». En fond de grille, L'ES Acrenoise (16) obtient un succès important (3-1) contre St-Niklaas pour sauter Torhout (15), d'autant que le RC de Malines (12) qui a signé un 2e succès (2-3 à Petegem) refuse d'abdiquer.
Au soir du 13 mars 2016, le Vigor Hamme (52) est en tête devant Dender (51) qui profite du partage (2-2) de Londerzeel (50) à La Louvière (47). Les "Loups", qui suivent Oudenaarde (49) accroché (2-2) au Racing de Gand, sont devancés à la différence de buts par Temse (0-0 à Hamme) et sentent le souffle de l'Eendracht Alost (47 et une victoire de moins) qui a obtenu un large succès (1-5) à l'ES Acrenoise. Celle-ci, Torhout et le RC Malines, soit les trois derniers, restent sur leur position peu enviable.

#### Hamme tient bon, La Louvière s'enfonce
À trois journées de la fin, Hamme (61) est un solide leader qui se rapproche de la qualification pour la "D1 Amateur". C'est Sint-Eloois-Winkel (58), auteur d'un 15 sur 15, qui occupe la seconde place qualificative.  Londerzeel (55-16v) et Dender (55-15v) sont les deux premiers poursuivants. Ils sont virtuellement assurés d'une participation au « tour final ». Oudenaarde (53) et Temse (50-15v) sont respectivement 5e et 6e. L'Eendracht Alost et le Sparta Petegem (50-14v) sont en embuscade. Par contre, La Louvière (49), qui licencie sont entraineur Dante Brogno après une défaite (2-0) à Izegem, s'enfonce dangereusement à la suite d'une série de six rencontres sans victoire (3 sur 18). L'accès au "tour final" se complique pour les Loups qui furent un moment leaders. En fond de grille, la situation du RC de Malines (15) ne s'est pas améliorée, le matricule 24 compte toujours quatre unités de moins que l'ES Acrenoise, pour laquelle on évoque un projet de fusion avec la R. AS Lessines-Ollignies .

#### Le Vigor Hamme qualifié, le RC de Malines reprend espoir
À l'issue de la 33e journée, le Vigor Hamme (64), vainqueur (2-0) du SK St-Niklaas, est assuré de terminer à une des deux premières places et est donc qualifié pour la "D1 Amateur 2016-2017". Sint-Eloois-Winkel (59) qui a réalisé un partage (0-0) face à Dender (56) conserve le second accessit direct devant son rival du jour. Derrière ce trio, on trouve dans l'ordre: Londerzeel (55-16v) qui a perdu (2-3) contre Petegem, viennent ensuite Oudenaarde (54), Alost et Petegem (53). Ces deux formations sont à ce moment stricte égalité: points (53), victoires (15) et différence de buts (+12). Les Oignons alostois sont devant car ayant marqué 62 buts pour 59 à son concurrent. Temse (51) et La Louvière (49) voient leur situation se compliquer.
Victorieux (0-2) à La Louvière, le RC Mechelen reprend espoir en arrivant à 18 points, soit deux de moins que l'ES Acrenoise qui a partagé (1-1) contre Gullegem. Le "matricule 24" n'aura cependant pas la tâche facile car il doit recevoir Alost et se rendre à Winkel.

#### Vigor Hamme champion, Oudenaarde placé, Deux-Acren lanterne rouge, Alost et La Louvière chanceux
Lors de l'avant-dernière journée, le Hamme (65) décroche le titre de la série. Les Flandriens comptent trois points et deux victoires d'avance sur St-Eloois-Winkel (62-17v-"+18"). Celui-ci reste sous la menace de Dender (59-156v"+27") pour le deuxième billet direct. Dender termine à Torhout, alors que Winkel reçoit le RC Mechelen qui après sa victoire (2-1) a quitté la dernière place pour la première fois de la saison ! L'ES Acrrenoise (défaite 3-0, à Dender) a glisse au dernier rang. Grâce à son succès (0-2) à Gullegem, le K. SV Oudenaarde est assuré d'au moins prendre part au tour final pour l'accès à la D1 Amateur.
Malgré  leur position au classement, l'accès au tour final est pratiquement acquis pour Alost et La Louvière. Ceci car trois formations du "top 8" n'ont pas demandé ou obtenu la licence nécessaire pour accéder à la "D1 Amateur": St-Eloois-Winkel Sp. Petegem et le SV Temse;

#### Dender piégé, Acrenoise sauvé
En raison du fait que trois formations (St-E-Winkel, Petegem et Temse) n'avaient demandé ou obtenu la licence nécessaire, l'accès au tour final ne relevait pas de grand suspense. Néanmoins, la dernière journée n'est pas dénuée d'intérêt. Piégé à Torhout (1-0), Dender se fait souffler la 3e place finale par Oudenaarde, victorieux (2-1) contre Bornem. Comme le vice-champion, St-E-Winkel n'a pas de licence, Oudenaarde est qualifié d'office pour la "D1 Amateur" et Dender renvoyé au tour final.
Tour en bas de la grille, l'ES Acrenoise réussit un carton (6-3) contre Petegem et dépasse le Racing de Malines, qui n'a pu mieux faire qu'un partage (1-1)à Winkel. Cette relégation prend une connotation tristement historique pour le matricule 24 qui se retrouve au 5e niveau de la hiérarchie pour la première fois de son Histoire (il avait atteint la Promotion, alors D2, lors de la 1909-1910 et en avait conquis le titre. Depuis 107 ans, le club n'avait connu que les trois plus hautes divisions, pour une seule en "Promotion (D4)" (2010-2011).

### Série B
Oosterzonen (21), Beerschot-Wilrijk (20) et Bocholt (18) forment le podium après 10 journées. Ciney (17), qui a joué une rencontre de plus que le trio de tête, est quatrième. En fond de grille, Rupel Boom (8) devance trois cercles Brabançons flamands: Grimbergen (8), Woluwe-Zaventem (6) et Diegem (4).
À l'occasion des journées n°11 et n°12, Oosterzonen (23) concèdent des partages (à Walhain 2-2 et contre Bocholt 0-0). Le Beerschot-Wilrijk, vainqueur du FC de Liège (1-0), en profite pour se hisser au premier rang (24). Bocholt (22) complète le podium devant Berchem (21) et Ciney (20) qui s'est imposé (2-4) à Hasselt après avoir été mené deux fois. Mouvements en fin de classement, où Woluwe-Zaventem et Grimbergen (9) héritent des deux dernières places alors que Diegem  Sport (10) et Rupel Boom (11) se sont donné un mince viatique.
Après le week-end de la Toussaint, Beerschot-Wilrijk (27) conforme sa prise de pouvoir car Oosterzonen (23-6v) subit sa première défaite à Hamoir (3-2). C'est Ciney (23-7v) qui passe au 2e rang après sa victoire (4-0) contre Cappellen. Grâce à une meilleure différence de buts, le Wallonia Walhain (22) est à la quatrième place devant Bocholt qui a sombré (0-3) contre Hasselt.

#### Titre de Champion d'Automne en attente
Le 11/11/2015, Oosterzonen confirme être le plus sérieux rival du Beerschot-Wilrijk en s'imposant (2-1) contre le candidat déclaré au titre. Les deux formations restent au coude-à-coude jusqu'à la mi-parcours avec Bocholt sur la 3e marche du podium. Derrière on retrouve Hasselt, le FC de Liège et le Wallonia Walhain. Le titre honorifique de champion automnal n'est pas attribué à la date prévue car Beerschot-Wilrijk compte une rencontre de moins, au R. RC Hamoir. Un partage suffira aux Anversois. En fond de grille, Diegem Sport (11) reste à la peine derrière Hoogstraten (15) et Grimbergen (16).

#### Le R. FC de Liège craque
Arrivée à la fin février, la série reste dominée par le Beerschot-Wilrijk (53) et Oosterzonen (51) avec Bocholt (48) en léger retrait. Cappellen (47) et Hasselt (46) se sont bien replacés aux 4e et 5e places alors que c'est Ciney (42) qui est, à ce moment, le dernier qualifié pour le "tour final". Le Wallonia Walhain et surtout le FC de Liège (lequel, après un "1 sur 9", écarte son entraîneur Alain Bettagno pour confier la gestion de son équipe fanion à Alex Czerniatynski), connaissent un passage à vide qui les éloignent d'une qualification. Diegem Sport (24) a quitté la dernière place qui échoie à Woluwe-Zaventem (22)

#### Oosterzonen tient, le Beerschot en ballotage, suspense pour le maintien
À l'occasion du week-end de Pâques 2016 sont disputées pas moins de huit rencontres d'alignement. Cela permet évidemment de clarifier les positions au classement. On ajoute que la rencontre entre le FC Liége et Beerschot-Wilrijk , reportée trois fois, est finalement jouée le 6 avril 2016. Le "Great Old" wallon inflige sa 7e défaite aux nouveaux "Rats du Kiel" (1-0). Ceux-ci se retrouvent ainsi à la 3e place avec 59 poinrts, derrière Oosterzonen (63) et Bocholt (61) qui a joué une rencontre de plus.  
La lutte pour l'accès au tour final est bien engagée pour Hasselt et Ciney (54). Le RC Hamoir (49) occupe la dernière place qualificative mais n'a pas introduit de demande de licence pour la D1 Amateur (e.a. pour impossibilité de mettre ses infrastructures aux conditions requises). La septième place devient donc importante. À cet endroit, Cappellen (47-14v-33 joués) devance Sprimont (47-13v-32 joués). Le FC de Liège (46) et Berchem Sport (45) n'ont pas dit leur dernier mot alors que Walhain (44) n'a pas demandé de licence. 
On pensait Woluwe-Zaventem condamné mais celui-ci a relancé le suspense en gagnant contre Tirlemont (3-0) et à Grimbergen (2-3). Si l'Union La Calamine (37) est virtuellement sauvée, la lutte reste tendue entre Tirlemont (33), Grimbergen (31), Diegem (30) et Woluwe-Zaventem (29)

#### A cinq pour la qualification directe, à quatre pour la descente
À trois journées de la fin, il n'y a plus que cinq formations qui peuvent encore prétendre décrocher un des deux billets directs pour la "D1 Amateur". Les trois premiers ont une sérieuse avance: Oosterzonen (64), Beerschot-Wilrijk (62) et Bocholt (61). Les deux autres cercles sont Hasselt et Ciney (54) mais ils comptent 8 unités de retard pour 9 à prendre !
Mathématiquement Tienen (36) reste menacé, mais il a pris une solide option sur le maintien en allant gagner (2-4) à Hamoir alors que les trois derniers s'inclinaient, Grimbergen (31), Diegem (30) et Woluwe-Zaventem (29).

#### Tirlemont sauvé, Hasselt et Ciney placés
Lors de la 35e journée, disputée le mercredi 20 avril 2014, Tirlemont assure son maintien en prenant un point contre Hoogstraten (2-2). Les trois derniers classés s'inclinent et restent donc menacés. Victorieux, Hasselt et Ciney gagnent mathématiquement leur place au tour final pour l'accession au tour final vers la "D1 Amateur". Reste à savoir si les deux clubs obtiendront la licence nécessaire. Beerschot-Wilrijk, net vainqueur (6-0) de Hamoir, profite du nul concédé par Oosterzonen (1-1) à Berchem Sport pour reprendre la tête au nombre de victoires. Les deux leaders comptent le même nombre de points (65) soit 4 de mieux que Bocholt qui a perdu (3-1) à La Calamine. Enfin, le R. FC de Liège revient à la 6e place après sa victoire (2-0) devant Woluwe-Zaventem.

#### Ciney et Liège en attente, Diegem relégué
La dernière journée apporte les derniers verdicts sportifs. Battu (2-1) par Oosterzonen, Diegem est renvoyée en "D3 Amateur". Vainqueur (2-1) de Rupel Boom, Sprimont se qualifie pour le tour final d'accès à la "D1 Amateur". défait par Walhain (2-3), le R. FC de Liège doit attendre et espérer, pour être repêché, que Ciney n'obtiennent finalement pas la licence nécessaire.

## Tour final spécifique
Ce tour final offre trois places en Division 1 Amateur. Le tirage au sort des rencontres (aller/retour) est effectué le lundi 2 mai 2016 vers 15h00, dans les locaux de l'URBSFA.
Attention, la participation au tour final est subordonnée à l'octroi de la licence pour la "Division A Amateur". Ce tour final se joue en deux temps. "Demi-finales" et "Finale" par série pour désigner 2 fois 1 qualifié pour la D1 Amateur. Ensuite, un repêchage entre les deux finalistes perdants afin d'attribuer le 3e ticket.

### Participants
- Série A = K. Londerzeel SK, FC Verbr. Dender EH, K. SC Eendracht Aalst, UR La Louvière Centre.
- Série B = K. Bocholter VV, K. Sporting Hasselt, R. Sprimont Comblain Sport, R. FC de Liège.

### Programme
|  | Clubs qualifiés pour le tour suivant                  |
|  | Clubs qui restent en "Division 1 Amateur" (3e niveau) |
|  | Clubs relégués en "Division 2 Amateur" (4e niveau)    |

#### Série A
|                                                                                     |                       |                       | Score |        |                       |                       | Score |
| Première journée - demi-finales - Aller les 7 et 8 mai 2016 / Retour le 12 mai 2016 |                       |                       |       |        |                       |                       |       |
| D1 Aller                                                                            | K. Londerzeel SK      | FC Verbr. Dender EH   | 1-2   | Retour | FC Verbr. Dender EH   | K. Londerzeel SK      | 0-1   |
| D2 Aller                                                                            | UR La Louvière Centre | K. SC Eendracht Aalst | 1-3   | Retour | K. SC Eendracht Aalst | UR La Louvière Centre | 0-5   |
| Deuxième journée - FINALE - Aller le 15 mai 2016 / retour le                        |                       |                       |       |        |                       |                       |       |
| FIN A Aller                                                                         | UR La Louvière Centre | FC Verbr. Dender EH   | 1-1   | Retour | FC Verbr. Dender EH   | UR La Louvière Centre | 2-0   |

#### Série B
|                                                                                     |                     |                          | Score |        |                          |                     | Score |
| Première journée - demi-finales - Aller les 7 et 8 mai 2016 / Retour le 12 mai 2016 |                     |                          |       |        |                          |                     |       |
| D3 Aller                                                                            | K. Bocholter VV     | R. Sprimont Comblain Sp. | 1-2   | Retour | R. Sprimont Comblain Sp. | K. Bocholter VV     | 3-1   |
| D4 Aller                                                                            | R. FC de Liège      | K. Sporting Hasselt      | 1-1   | Retour | K. Sporting Hasselt      | R. FC de Liège      | 0-0   |
| Deuxième journée - FINALE - Aller le 15 mai 2016 / retour le 19 mai 2016            |                     |                          |       |        |                          |                     |       |
| FIN B Aller                                                                         | K. Sporting Hasselt | R. Sprimont Comblain Sp. | 0-3   | Retour | R. Sprimont Comblain Sp. | K. Sporting Hasselt | 3-0   |

#### Repêchage interséries
|                                                                         |                       |                     | Score |        |                     |                       | Score |
| Repêchage - 3e-4e places - Aller le 22 mai 2016 / Retour le 26 mai 2016 |                       |                     |       |        |                     |                       |       |
| R: 3-4 Aller                                                            | UR La Louvière Centre | K. Sporting Hasselt | 2-3   | Retour | K. Sporting Hasselt | UR La Louvière Centre | 4-0   |

#### Tournoi de classement
À l'issue de "demi-finales", les équipes perdantes sont censées poursuivre avec un tournoi de classement. Cela afin d'obtenir une hiérarchie de repêchage dans le cas où des places se libéreraient aux étages supérieurs (fusion, arrêt d'activités, sanction, etc.). Le tirage au sort est effectué et un planning est établi. Cependant, dès avant l'entame de ce tournoi de classement, les rencontres sont décrétées "reportées".
|                                                                                        |                       |                  | Score |        |                  |                       | Score |
| Deuxième journée - Matchs de classement - Aller le 15 mai 2016 / retour le 19 mai 2016 |                       |                  |       |        |                  |                       |       |
| CLAS A Aller                                                                           | K. SC Eendracht Aalst | K. Londerzeel SK | R     | Retour | K. Londerzeel SK | K. SC Eendracht Aalst | R     |
| CLAS B Aller                                                                           | R. FC de Liège        | K. Bocholter VV  | R     | Retour | K. Bocholter VV  | R. FC de Liège        | R     |
| Troisième journée - Classement 5e-8e - Aller le / retour le                            |                       |                  |       |        |                  |                       |       |
| 7-8 Aller                                                                              | Perdant CLAS A        | Perdant CLAS B   | x-x   | Retour |                  |                       | x-x   |
| 5-6 Aller                                                                              | Vainqueur CLAS A      | Vainqueur CLAS B | x-x   | Retour |                  |                       | x-x   |

## Résumé de la saison
- Champion Série A: K. FC Vigor Hamme 3e titre en Division 3
- Champion Série B: K. FC Olympia Beerschot-Wilrijk 2e titre en Division 3[9]

- Cinquantième titre de Division 3 pour la Province d'Anvers

- Trentième titre de Division 3 pour la Province de Fl. orientale

| Région flamande (23)            | Région flamande (23) | Province de Brabant (7)      | Province de Brabant (7) | Région wallonne (7)    | Région wallonne (7) |
| ------------------------------- | -------------------- | ---------------------------- | ----------------------- | ---------------------- | ------------------- |
| Province d'Anvers               | 8                    | Région de Bruxelles-Capitale | 0                       | Province de Hainaut    | 2                   |
| Province de Flandre-Occidentale | 4                    | Province du Brabant flamand  | 6                       | Province de Liège      | 4                   |
| Province de Flandre-Orientale   | 9                    | Province du Brabant wallon   | 1                       | Province de Luxembourg | 0                   |
| Province de Limbourg            | 2                    |                              |                         | Province de Namur      | 1                   |

1. ↑  Au niveau footballistique, la province de Brabant est toujours unitaire malgré sa partition territoriale en 1995.

### Maintien en Division 1 Amateur
À la fin de la saison, 7 clubs gagnent le droit de rester au 3e niveau qui prend le nom de "Division 1 Amateur":
- K. FC Olympia Beerschot-Wilrijk
- K. FC Vigor Hamme
- K. FC Oosterzonen
- K. SV Oudenaarde

+ trois clubs issus du tour final:
- FC Verbroedering Dender EH
- R. Sprimont Comblain Sport
- K. Sporting Hasselt ou UR La Louvière Centre

### Relégation en Division 2 Amateur
À la fin de la saison, 23 clubs sont directement relégués au 4e niveau qui prend le nom de "Division 2 Amateur":

#### ACFF (6 clubs + 1?)
- R. ES Acrenoise
- R. UW Ciney
- R. RC Hamoir
- R. FC de Liège
- R. Wallonia Walhain CG
- R. FC Union La Calamine

+
- UR La Louvière Centre car elle n'a pas remporté le "tour final spécifique". À la suite de cela, la R. Entente Bertrigeoise, 5e du tour final ACFF des Promotions n'a pu rejoindre la D2 Amateur.

#### VFV (21 clubs)
- K. SC Eendracht Aalst
- K. Berchem Sport
- K. Bocholter VV
- K. Rupel Boom FC
- K. SV Bornem
- K. OLSA Brakel
- R. Cappellen FC
- K. RC Gent-Zeeheven
- K. SC Grimbergen
- FC Gullegem
- Hoogstraten VV
- K. FC Izegem
- K. Londerzeel SK
- Tempo Overijse MT
- K. FC Sparta Petegem
- K. VC St-Eloois-Winkel Sp.
- Sint-Niklaas SK
- K. SV Temse
- K. VK Tienen
- KM Torhout 1992
- KV Woluwe-Zaventem

Note:K. Sporting Hasselt a remporté pas le tour final et par ce c'est un club issu du Tour final VFV des Promotions qui a gagné le droit de venir en D2 Amateur.

### Relégation en Division 3 Amateur
À la fin de la saison, 2 clubs sont relégués au 5e niveau nouvellement créé sous le nom de "Division 3 Amateur":
- K. RC Mechelen
- K. Diegem Sport

## Débuts en Division 3
Trois clubs jouèrent pour la première fois au 3e niveau du football belge, portant à 309 le nombre de cercles différents ayant atteint ce niveau.
- Tempo Overijse MT 53e club brabançon différent à jouer à ce niveau
- K. FC Sparta Petegem 35e club flandrien orientale différent à jouer à ce niveau
- R. ES Acrenoise 29e club hennuyer différent à jouer à ce niveau